# Alice Rohrwacher
Alice Rohrwacher (ur. 29 grudnia 1982 w Fiesole) – włoska reżyserka i scenarzystka filmowa i telewizyjna.

## Życiorys
Urodziła się w Fiesole w Toskanii, ale młode lata spędziła w Castel Giorgio, gdzie urodziła się jej matka, a ojciec Reinhard (z pochodzenia Niemiec) był pszczelarzem. Jej siostrą jest aktorka Alba Rohrwacher. 
Studiowała literaturę i filozofię na Uniwersytecie w Turynie, po czym ukończyła kurs scenopisarstwa w Holden School w Turynie.
Jej fabularnym debiutem był film Ciało niebieskie (2011), który miał premierę na 64. MFF w Cannes w sekcji "Quinzaine des Réalisateurs", gdzie spotkał się z entuzjastycznym przyjęciem krytyków. 
Kolejny film Rohrwacher, Cuda (2014), trafił już do konkursu głównego na 67. MFF w Cannes. Sukces tego autobiograficznego powrotu do lat dzieciństwa na włoskiej prowincji potwierdziła druga nagroda konkursu - Grand Prix Jury.
Jej filmowa parabola Szczęśliwy Lazzaro (2018) zdobyła nagrodę za najlepszy scenariusz na 71. MFF w Cannes. Otrzymała również nominacje do Europejskiej Nagrody Filmowej za najlepszy film, reżyserię, scenariusz i rolę głównej aktorki Alby Rohrwacher.
Rohrwacher zasiadała w jury konkursu głównego na 72. MFF w Cannes (2019). Wyreżyserowała dwa odcinki serialu Genialna przyjaciółka (2020), zrealizowanego na podstawie powieści Eleny Ferrante.

## Filmografia

### Reżyserka

#### Filmy fabularne
- 2011: Ciało niebieskie (Corpo celeste)
- 2014: Cuda (Le meraviglie)
- 2018: Szczęśliwy Lazzaro (Lazzaro felice)
- 2023: La Chimera

#### Filmy dokumentalne
- 2006: Czegobrakuje (Checosamanca) - segment
- 2014: 9x10 novanta - segment
- 2020: Quattro strade - krótkometrażowy
- 2021: Futura

#### Filmy krótkometrażowe
- 2015: De Djess
- 2016: Violettina
- 2020: Omelia contadina
- 2020: Ad una mela

#### Seriale telewizyjne
- 2020: Genialna przyjaciółka (L'amica geniale) - dwa odcinki[5][6]